# Arcos Gardens Golf Club
Arcos Gardens Golf Club & Country Estate is een golfclub in Arcos de la Frontera, Cádiz, Spanje.
De baan wordt in de wintermaanden voor training gebruikt door de Zweedse en Engelse Golf Federaties.

## Tourschool
In 2010 was Arcos Gardens een van de vier golfbanen die werd gebruikt voor Stage II (PqQ2, ronde 2) van de Tourschool. De 'Final Stage' (Finals) vond plaats op The San Roque Club, ook in Spanje.